# Colobothea signatipennis
Colobothea signatipennis là một loài bọ cánh cứng trong họ Cerambycidae.